# Новохатько, Михаил Степанович
Михаил Степанович Новохатько (1907—1944) — Гвардии полковник Рабоче-крестьянской Красной Армии, участник Великой Отечественной войны, Герой Советского Союза (1943).

## Биография
Михаил Новохатько родился 7 сентября 1907 года в селе Чикаловка (ныне — Кременчугский район Полтавской области Украины). После окончания средней школы работал инструктором Куцеволовского райкома ВЛКСМ в Кировоградской области Украинской ССР. В 1929 году Новохатько был призван на службу в Рабоче-крестьянскую Красную Армию. С начала Великой Отечественной войны — на её фронтах. С июля 1943 года гвардии полковник Михаил Новохатько командовал 51-й гвардейской танковой бригадой (6-го гвардейского танкового корпуса, 3-й гвардейской танковой армии, Воронежского фронта). Отличился во время битвы за Днепр.
22 сентября 1943 года бригада Новохатько успешно переправилась через Днепр в районе села Григоровка Каневского района Черкасской области Украинской ССР и захватила плацдарм на его западном берегу, что способствовало успешному наступлению советских войск.
Указом Президиума Верховного Совета СССР от 17 ноября 1943 года за «умелое командование танковой бригадой и проявленные при этом мужество и героизм» гвардии полковник Михаил Новохатько был удостоен высокого звания Героя Советского Союза с вручением ордена Ленина и медали «Золотая Звезда» за номером 2113.
31 августа 1944 года Новохатько погиб в бою под городом Жешув в Польше. Похоронен в Пшемысле.

## Награды
Был также награждён орденами Кутузова 2-й степени и Отечественной войны 1-й степени.

## Память
- В честь Новохатько названы улица в Чикаловке, ПТУ в Кременчуге,
- средняя школа в Каменных Потоках[2].